# Berlin (Vermont)
Berlin és una població dels Estats Units a l'estat de Vermont. Segons el cens del 2000 tenia 2.864 habitants.

## Demografia
Segons el cens del 2000, Berlin tenia 2.864 habitants, 1.109 habitatges, i 774 famílies. La densitat de població era de 30,3 habitants per km².
Per edats la població es repartia de la següent manera: un 23,5% tenia menys de 18 anys, un 6% entre 18 i 24, un 27,1% entre 25 i 44, un 26,5% de 45 a 60 i un 16,9% 65 anys o més.
L'edat mediana era de 41 anys. Per cada 100 dones de 18 o més anys hi havia 88,2 homes.
La renda mediana per habitatge era de 42.014 $ i la renda mediana per família de 52.895 $. Els homes tenien una renda mediana de 31.703 $ mentre que les dones 26.210 $. La renda per capita de la població era de 20.312 $. Entorn del 6% de les famílies i el 7,1% de la població estaven per davall del llindar de pobresa.